# 银河镇
银河镇，是中华人民共和国江西省萍乡市芦溪县下辖的一个乡镇级行政单位。

## 行政区划
银河镇下辖以下地区：
银凤社区、河下村、乌石村、垅田村、天柱岗村、长竹村、紫溪村、邓家田村、京竹村、墨溪村、敖家坊村、何家圳村和横岭村。